# やぎラッチョー!
やぎラッチョー!（旧タイトル:YAGI RADIO）は、CROSS FMで2006年4月1日から2008年9月30日まで放送されていたラジオ番組。ナビゲーターは八木徹。放送時間は毎週月-木曜日22:00（木曜は23:00）-25:00。北九州本社スタジオからの生放送。
放送開始から同年9月28日までは『YAGI RADIO』（読みは、“やぎラッチョー!”のままで、同じ）というタイトル表記であったが、10月2日の放送より『やぎラッチョー!』が正式なタイトル表記となった。

## 概要
- 「合言葉は、ヤギラッチョー」がテーマ（実際このタイトルも八木が命名）。
- これまで19:00-23:00の放送だった「JUST RADIO」を1時間短縮し19:00-22:00の放送にした上で、アーティスト担当番組を全て1時間遅らせてスタートした。
- 八木は同局で2006年3月31日まで「AIR MAGAZINE」を担当。
- CROSS FMが24:00まで生放送を行うのは2003年3月に終了した「CROSS BUZZ BEAT」以来3年ぶりの事である。
- 2008年4月1日の番組リニューアルにより1時間延長となった。
- 2008年7月3日から同局の「TSUYOSHI YAMANAKA MIDNIGHT TOKYO」ネット開始により、木曜日の放送が23:00-25:00の2時間となった。
  - 木曜日は通常のネタコーナーを休止して「言いたいだけの木曜日」と称してコーナー「言いたいだけだろっ！」を2時間放送した。
  - 八木の「B2B RADIO」木曜エンディングへの出演は、この2番組が連続しなくなっても続いた。
- 2008年9月30日をもって番組は終了した。
  - 八木はサザンオールスターズの活動休止とかけて無期限活動休止と発表した。

## コーナー
- YAGI AUCTIONS
リスナーの持っているお宝グッズと番組が用意したアーティストグッズを交換するコーナー。
- MUSIC CLICK
番組が3曲候補とした選んだ曲の中からリスナーの投票でその日の番組エンディングナンバーを決定する。
どんな曲かわからない人のために、イントロだけを流した後八木が一節を歌う。サビの部分を歌っていた時期もあった。
おもしろナンバーも度々候補に登場する。
5回同じ曲が選ばれると「殿堂入り」となり、次回から候補にはならない。
一時、選ばれた曲は次回の候補になる勝ち抜き型に企画変更された。
- ナヤミ〜
リスナーからの悩みメッセージを紹介し、リスナーから回答を募集。
- HIP HOP 作文
D12の「My Band」のメロディに乗せて韻を踏んだりしながらお題に沿った作文を投稿。
このコーナーのジングルはマルガリマイクが製作した。
番組開始当初、携帯電話の着メロをD12の「My Band」にしてリスナー同士がわかるようにしようと呼びかけていた。
- Adam's Family
北九州市立大学がスポンサー。
アダム先生（北九州市立大学助教授）と八木がワンポイント英語やリスナーからの質問への回答を展開する。
この番組終了後は同じく八木がナビゲーターを務めた「evening press」にコーナーが引き継がれた。
- 今週の8押し！
八木が基本的に週代わりで「あさってのブームはこの番組が作る！」をテーマにおすすめグッズなどを紹介。
- グロさんに聞け！
番組に届いた相談メールなどを電話出演のグローバー義和（Jackson vibe）と解決するコーナー。
ほぼ週に1回のペースで放送している。
グローバー義和は、番組の公開イベントに出演し、ライブパフォーマンスをしたことがある（その時、八木がバックコーラスで加わった）。
- 恋の片道キップ！
恋愛にまつわるメッセージを募集し紹介。
ラジオで告白したいリスナーを募集し、八木が告白メッセージを代読。
- 12時の歌
曲名のしりとりとジャンルの縛りに合致する曲のリクエストを受け付けてオンエア。
- Go To School! Go! Go!
学校にまつわるメッセージを週代わりのテーマで募集し紹介。
- ボヤいて行こう！
ぼやきを募集し紹介。
コーナーの最初には八木が日替わりで夜食を食べる。
「食品関係の方はぜひスポンサーに」と呼びかけたところ、竹下製菓がプレゼントを提供したことがあった。
- 12時の話
怖い話を募集し紹介。
- ヤギーQ
クイズ（主にマンガ関係）を出題。メールで1問目に答えられたリスナーの中から1人にコールバックし、2匁を答えることができたらプレゼント獲得。

### 日替わりネタコーナー
- フッくんのひと言
シュールな一言を募集し紹介。
- 太陽にほえまSHOW！
リスナーの身の回りで起こった事件を募集し紹介。
このコーナーにおいては、番組を「へそ曲り署」に見立てて、リスナーのことを捜査員と呼んでいた。
メッセージの冒頭は「ボス！事件です！」で始めるのが決まりとなっていた。
- ワンナイトカーニバル！
日常の不満や怒り、または宣言したいことなどを、氣志團の「One Night Carnival」のBGMに乗せて勢いよく吐き出すコーナー。
メッセージの最後は「ヨロシク！」で締めくくる。
- ヤギラッチョーの法則！
日常生活の中で発見した法則を募集し紹介。
- 渡辺先輩
グループ魂の「荒ぶる地元の魂たち」に登場する「渡辺先輩」のような自分の周りの変わった人を募集し紹介。
- 木村くん！ハイ！！
「木村くん」（木村拓哉）が言いそうなセリフを募集し紹介。
- 「言いたいだけだろっ！」
「言いたいだけ」の一言を募集し紹介。
番組の最後期には、木曜日が「言いたいだけの木曜日」となり、このコーナーを番組通して（メールテーマとして）行っていた。
- ヨシアキとチナツ
- ってバカ〜TB！
ノリツッコミの掛け合いを募集し紹介。
「ってバカ〜TB！」というフレーズは、マキシマム・ザ・ホルモンがゲストに来た際に、「ってバカ！」というノリツッコミで盛り上がり、それを略した「TB」という言葉がその場の雰囲気で誕生したことに由来する。
- 新春シャンソンSHOW！
早口言葉を募集し、八木が挑戦する。
- 替え歌
替え歌や、別の曲同士を無理やり繋げる「無理やRIMIX」を募集し、八木が歌いながら紹介。
- あざぶじゅばーん！
フランス語のように聞こえる言葉を募集し紹介。

## エピソード
- 2006年4月のタイムテーブルには「新番組」とだけ掲載され、「YAGI RADIO」がタイムテーブルに掲載されたのは2006年5月から。
- 番組開始当初八木は「ヤギ・ヤギ・ヤギ・・・どうも〜八木徹です!」と始めていたがリスナーや自分の妻から「よく意味がわからない」と言われたためなくなった。
- 2007年1月1日には2:00〜5:00に「やぎラッチョー！新春増刊号（スポンサー：エバラ食品）」が放送された。また、その後1月1日22:00〜1月2日1:00の通常放送（1時間延長）もあった。
- 最近はナビゲーターの八木徹のことを「やぎラッチョー!さん」のように呼ぶリスナーも多い。
- 番組の始まりに、「はいっ！あ、どうもこんばんは！CROSS FM北九州スタジオ、いつもの所でいつものように八木徹が独り言ー！このあと三時間絶好調生放送。自由空間ラジオ『やぎラッチョー!』、よろしくどーぞ！！」と言う。